# Guisando (álbum)
Guisando (Doing a Job) es el tercer álbum de estudio de Willie Colón & Héctor Lavoe, lanzado en 1969 por el sello Fania Records. Los temas destacados son Te Están Buscando, Se Baila Mejor, El Titán, No Me Den Candela, solo por mencionar algunos.

## Historia
Para esos años, el dúo conformado por Willie Colón y Héctor Lavoe comenzaba a consolidarse, tanto así que en este LP compartirían créditos y aparecerían por primera vez juntos en la portada del álbum.
Cabe destacar que el tema "Se Baila Mejor" ya había sido grabado por Willie Colón en el año 1965, siendo esta grabación publicada como sencillo junto al tema "Fuego al barrio".

## Lista de canciones
| N.º | Título                      | Compositor(es)              | Duración |  |
| 1.  | «Guisando»                  | Willie Colón & Héctor Lavoe | 4:00     |  |
| 2.  | «No Me Den Candela»         | Willie Colón                | 7:05     |  |
| 3.  | «El Titán»                  | Willie Colón & Héctor Lavoe | 5:21     |  |
| 4.  | «Oiga Señor»                | Willie Colón & Héctor Lavoe | 3:30     |  |
| 5.  | «I Wish I Had a Watermelon» | Willie Colón                | 5:18     |  |
| 6.  | «Te Están Buscando»         | Mark Dimond                 | 7:30     |  |
| 7.  | «Se Baila Mejor»            | Willie Colón                | 4:20     |  |

## Músicos y créditos
- Héctor Lavoe - Cantante
- Willie Colón - 1.er Trombón y coros
- Mark “Markolino” Dimond - Piano
- Jerry Masucci - Productor
- Johnny Pacheco - Director de grabación
- Marty Topp - Fotografía de la Carátula Original
- Walter Velez - Diseño de la Carátula Original
- Izzy Sanabria - Director del Arte Original